# El Paso (Illinois)
El Paso é uma cidade localizada no estado americano de Illinois, no Condado de McLean e Condado de Woodford.

## Demografia
Segundo o censo americano de 2000, a sua população era de 2695 habitantes.
Em 2006, foi estimada uma população de 2785, um aumento de 90 (3.3%).

## Geografia
De acordo com o United States Census Bureau tem uma área de
4,0 km², dos quais 4,0 km² cobertos por terra e 0,0 km² cobertos por água. El Paso localiza-se a aproximadamente 225 m acima do nível do mar.

## Localidades na vizinhança
O diagrama seguinte representa as localidades num raio de 16 km ao redor de El Paso.